# گیلرمی میلومم گوسمائو
گیلرمی میلومم گوسمائو (به پرتغالی: Guilherme Milhomem Gusmão) مهاجم، هافبک اهل برزیل است که در شهر Imperatriz و در تاریخ ۲۲ اکتبر ۱۹۸۸ به دنیا آمده‌است.
گیلرمی میلومم گوسمائو در تیم‌های فوتبال کروزیرو ،دینامو کیف،زسکا مسکو،اتلتیکو مینیرو سابقهٔ حضور دارد.